# DeChaunac
DeChaunac ist eine Rotweinsorte. Es handelt sich um eine Neuzüchtung des französischen Züchters Albert Seibel (1844–1936). Gewidmet wurde sie dem französisch-kanadischen Weinbaupionier Adhemar de Chaunac. Die sehr ertragreiche und besonders für kühlere Gegenden gut geeignete Hybridrebe ist an der US-amerikanischen Ostküste (Staat New York, Finger Lake) und in Kanada (Provinz Ontario und Provinz Neuschottland) in größerem Umfang verbreitet. In der Schweiz gibt es ebenfalls kleine Rebflächen, die mit DeChaunac bestockt sind (0,26  Hektar, Stand 2007, Quelle: Office fédéral de l'agriculture OFAG). In Kanada fällt die Rebsorte jedoch nicht unter die zugelassenen Sorten für den Qualitätsweinbau. Dort reichen der Sorte ca. 160 frostfreie Tage, um voll ausgereiftes Traubenmaterial zu liefern.
Aus DeChaunac werden fruchtige und tanninreiche Rosé- und Rotweine erzeugt. Sie wird auch als Verschnittpartner mit Cabernet Sauvignon genutzt. Sie verfügt über eine gute Resistenz gegen den Falschen Mehltau und den Echten Mehltau.
Synonym: Cameo, De Chaunac, De-Chaunac, Dechaunac, Seibel 9549
Abstammung: Seibel 5163 x Seibel 793